# Egira leucomelas
Egira leucomelas är en fjärilsart som beskrevs av Charles Boursin 1966. Egira leucomelas ingår i släktet Egira och familjen nattflyn. Inga underarter finns listade i Catalogue of Life.